# Calle Yuri Gagarin
La Calle Yuri Gagarin (en serbio: Улица Јурија Гагарина) es una calle importante en Nuevo Belgrado, uno de los 17 municipios de la ciudad de Belgrado, la capital del país europeo de Serbia. Fue llamada así por el cosmonauta soviético Yuri Gagarin, el primer hombre en el espacio.
La calle Jurija Gagarina sirve como un límite informal de los barrios norte y sur de Blokovi de Nuevo Belgrado.